# Iridoteuthis maoria
Iridoteuthis maoria är en bläckfiskart som beskrevs av Dell 1959. Iridoteuthis maoria ingår i släktet Iridoteuthis och familjen Sepiolidae. Inga underarter finns listade i Catalogue of Life.